# Carlos Cascaldi

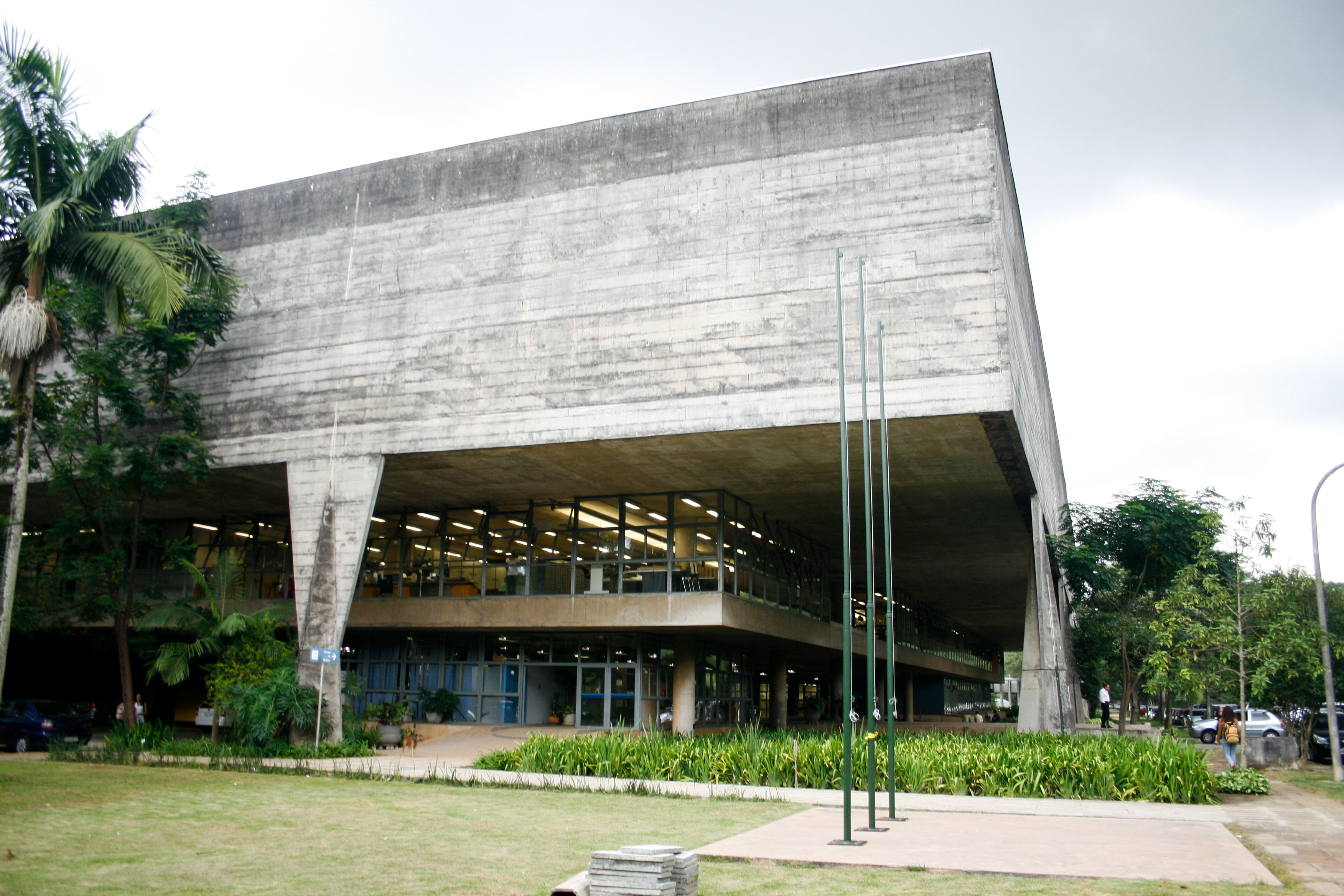
Edifício da Faculdade de Arquitetura da USP

Carlos Cascaldi (São Paulo, 09 de janeiro de 1918 — 01 de março de 2010) foi um arquiteto brasileiro e um de seus projetos é o Edifício da Faculdade de Arquitetura e Urbanismo da Universidade de São Paulo (FAU/USP).
Foi aluno de João Batista Vilanova Artigas na Politécnica e, posteriormente, sócio em seu escritório durante toda a década de 1950. Era irmão de Rubens Cascaldi, engenheiro formado pela Universidade Mackenzie. Juntos, os irmãos Cascaldi e Artigas formaram uma parceria. Porém, devido ao temperamento introspectivo, não obtiveram o mesmo destaque de Vilanova Artigas.
Entre 1948 e 1955, Vilanova Artigas e Carlos Cascaldi foram convidados a projetar uma série de edifícios públicos e privados na cidade de Londrina, no norte do Paraná. Foram ao todo doze projetos, entre os quais se destacam a estação rodoviária e o aeroporto de Londrina. Outros projetos foram o Estádio do Morumbi; a prefeitura municipal de Jaú; a estação rodoviária de Jaú; a sede da Fazenda Santo Antonio, em Itupeva, SP; a casa de Miguel Latorre, em Jundiaí, SP;  a casa de Rubens Cascaldi, também em Jundiaí e a casa de praia de Miguel Latorre, na Praia Grande, SP.